# Mikio Oda
Mikio Oda (japonsky 織田幹雄) (30. března 1905, Hirošima – 2. prosince, 1998 Kamakura) byl japonský atlet, olympijský vítěz v trojskoku z roku 1928, první zlatý olympijský medailista Japonska i Asie v individuálních disciplínách.
Při svých olympijských soutěžích kromě trojskoku startoval také ve skoku do dálky a do výšky. Na olympiádě v Paříži v roce 1924 skončil šestý v trojskoku a desátý mezi výškaři i dálkaři. O čtyři roky později v Amsterdamu zvítězil v soutěži trojskokanů výkonem 15,21 m. Ve skoku do výšky skončil sedmý, mezi dálkaři nepostoupil z kvalifikace.
V roce 1931 vytvořil světový rekord v trojskoku výkonem 15,58 m. Na olympiádě v Los Angeles v roce 1932 obsadil v soutěži trojskokanů dvanácté místo.
V roce 2000 byl experty vybrán jako nejlepší asijský atlet 20. století.